# Think of You
"Think of You" foi o segundo single do álbum Usher de Usher. Foi co-composta por Usher ao lado de Donell Jones e Faith Evans. Ela contém amostras da música "Tidal Wave" de Ronnie Leis.
A canção se saiu melhor que o single anterior "Can U Get wit It", com o pico na sétima posição da Billboard R&B/Hip-Hop Songs, 58 na Billboard Hot 100 e em 70 na UK Singles Chart. O vídeo musical tem a participação de Taral Hicks.

## Faixas e formatos
| United States Vinil |                                         |         |  |
| N.º                 | Título                                  | Duração |  |
| 1.                  | "Think Of You (So So Def Extended Mix)" | 5:10    |  |
| 2.                  | "Think Of You (Album Instrumental)"     | 3:48    |  |
| 3.                  | "Think Of You (Album Mix)"              | 4:58    |  |
| 4.                  | "Think Of You (Bad Boy Remix)"          | 4:16    |  |
| 5.                  | "Think Of You (Bad Boy Instrumental)"   | 4:16    |  |
| 6.                  | "Think Of You (Bad Boy Instrumental)"   | 3:38    |  |

| United Kingdom CD Single |                                     |         |  |
| N.º                      | Título                              | Duração |  |
| 1.                       | "Think Of You (Album Version)"      | —       |  |
| 2.                       | "Think Of You (So So Def Remix)"    | —       |  |
| 3.                       | "Think Of You (So So Def Mix)"      | —       |  |
| 4.                       | "Think Of You (Album Instrumental)" | —       |  |
| 5.                       | "Think Of You (Bad Boy Remix)"      | —       |  |

## Posições
| País           | Tabelas musicais (1995)     | Melhor posição |
| -------------- | --------------------------- | -------------- |
| Reino Unido    | UK Singles Chart            | 70             |
| Estados Unidos | Billboard R&B/Hip-Hop Songs | 8              |
| Estados Unidos | Billboard Hot 100           | 58             |